# Jean-Noël Hamal
Jean-Noël Hamal (Luik, 23 december 1709 – aldaar, 26 november 1778) was een Zuid-Nederlands/(Belgisch) componist, dirigent en organist. Hij was de zoon van Henri-Guillaume Hamal (1685-1752) componist en organist. Henri Hamal (1744-1820) eveneens componist in Luik, was zijn neef (zoon van zijn broer Dieudonné-Lambert Hamal).

## Levensloop
Hamal kreeg van zijn vader een uitgebreide muzikale opvoeding. Vervolgens zong hij als koorknaap bij Henri-Denis Dupont, organist en koorleider aan de Luikse Sint-Lambertuskathedraal. Verder studeerde hij bij Arnold Delhaye, een liefhebber van Italiaanse kunst. Met financiële steun van de kerk kon Hamal in 1728 naar Italië reizen en drie jaar in Rome studeren. In Rome was hij te gast in het Luikse College van de Stichting Darchis en kon onder anderen bij Giuseppe Amadori (1670–1730) studeren.
Na zijn terugkomst in 1731 werd hij dirigent en muzikant aan de Sint-Lambertuskathedraal. Op 9 juli 1738 werd hij opvolger van Arnold Delhaye als organist en koorleider aan deze kathedraal en bleef in deze functie tot 1770. Wegens meningsverschillen met de chapiters van de kathedraal volgde hem in 1770 zijn neef Henri Hamal (1744–1820) als organist en koorleider op.
In 1745 werd hij als keizerlijke kanunnik beëdigd. Tijdens een tweede reis naar Italië werd hij bekend met de Italiaanse componisten Niccolò Jommelli in Rome en met Francesco Durante in Napels.
Als componist schreef hij veel kerkmuziek, maar ook werken voor orkest en muziektheater. Van hem zijn 4 opera's bekend, die meestal in de Luikse streektaal van toen uitgevoerd werden.

## Trivia
In Luik bestaat er een Orchestre Jean-Noël Hamal.

## Composities

### Werken voor orkest
- 1743 Zes symfonieën - Sei sinfonie da camera a quattro, op. 2 - waaronder:
  1. Symphonie en Fa Majeur, voor strijkers (2 violen, altviool) en klavecimbel
- 1743 Ouverture da camera nr. 1, op. 1 nr. 1
  1. Allegro
  2. Largo sottovoce
  3. Presto
- 1743 Ouverture da camera nr. 2, op. 1 nr. 2
  1. Allegro
  2. Andantino
  3. Presto
- 1743 Ouverture da camera nr. 3, op. 1 nr. 3
  1. Allegro risoluto
  2. Andantino
  3. Allegro
- 1743 Ouverture da camera nr. 4, op. 1 nr. 4
  1. Allegro ma non troppo
  2. Larghetto
  3. Allegro con spirito
- 1743 Ouverture da camera nr. 5, op. 1 nr. 5
  1. Presto ma non troppo
  2. A commodo Suo
  3. Allegro
- 1743 Ouverture da camera nr. 6, op. 1 nr. 6
  1. Allegro
  2. Andantino risoluto
  3. Allegro ma non presto

### Oratoria, Missen en andere kerkmuziek
- 1745 Davide e Gionata, oratorium
- 1746 Jonas, oratorium
- 1747-1750 rev.1756 Judith Triomphans, oratorium voor 2 sopranen, tenor, bas, gemengd koor en orkest
- In Exitu Israel, psalm voor sopraan, contra-alt, tenor en bas
- 2 Te Deum, waarvan een voor de wijding van Karel Nicolaas Alexander d'Oultremont op 30 mei 1764 tot prins-bisschop van Luik
- 34 missen
- 5 Requiem
- 92 motetten
- 24 psalmcantates
- 5 Lamentos
- 6 Litanieën

### Muziektheater

#### Opera's
| Voltooid in | titel                                                 | aktes       | première                                                                                                   | libretto |
| ----------- | ----------------------------------------------------- | ----------- | --- | --- |
| 1756        | Li Voëgge di Chôfontaine (De reis naar Chaudfontaine) | 3 bedrijven | 23 januari 1757, Luik 1e akte - concertant; 16 februari 1757, Luik 2e akte; 25 februari 1757, Luik 3e akte | Simon de Harlez, Pierre Robert de Cartier de Marcienne, Jacques-Joseph Fabry, Pierre Grégoire, baron de Vivario |
| 1757        | Li Lîgeois ègagi                                      | 2 bedrijven | 14 april 1757, Luik                                                                                        | Jacques-Joseph Fabry                                                                                            |
| 1757        | Li Fièsse di Hoûte-si-Ploû                            | 3 bedrijven | 8 december 1757, Luik                                                                                      | Pierre Grégoire, baron de Vivario                                                                               |
| 1757-1758   | Les Ypoconte                                          | 3 bedrijven | 17 februari 1758, Luik                                                                                     | Simon de Harlez                                                                                                 |

### Kamermuziek
- Zes sonates voor viool, dwarsfluit en basso continuo
- Recueil, voor viool en klavecimbel